# Marcello Tegalliano

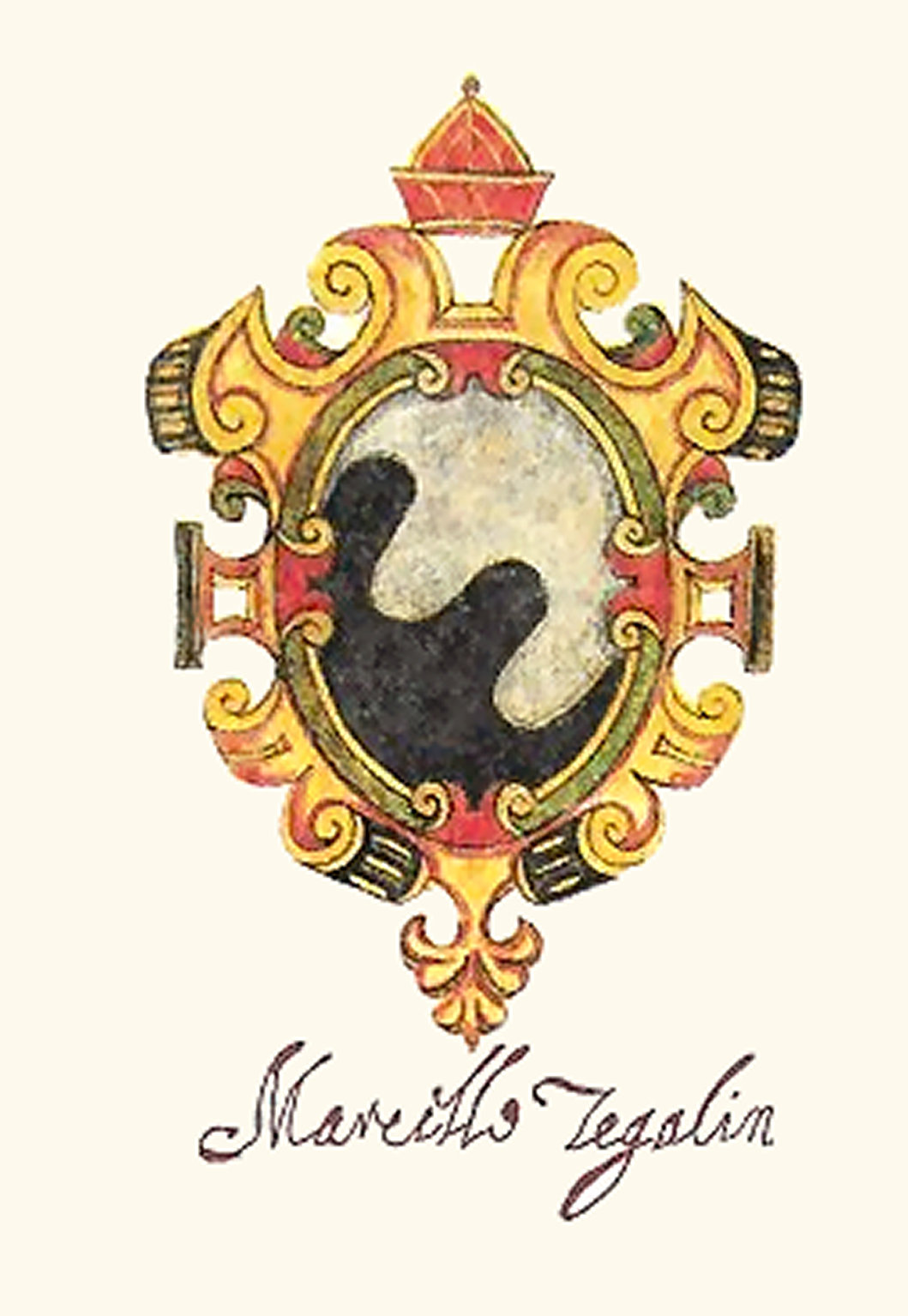
Supuesto escudo de armas de Marcello Tegalliano

Marcello Tegalliano (en latín, Marcellus) es considerado tradicionalmente como el segundo dux de Venecia (c. 717 – c. 726), aunque su existencia es dudosa.
Aunque no se puede afirmar que sea un personaje totalmente legendario, de acuerdo con el historiador John Julius Norwich, es probablemente una confusión con Marcello, magister militum del exarca de Rávena, Pablo (Paulus en latín), el mismo nombre que tenía el antecesor de Marcello como dux y de cuya existencia también se duda.